# Бьенвилл (площадь)
Площадь Бьенвилл — исторический городской парк в центре города Мобил, штат Алабама. Площадь Бьенвиль была названа в честь основателя города Жана-Батиста Ле Муана. Она занимает целый квартал, граничащий с улицами Дофина, Святого Иосифа, Святого Франциска и Северной Консепсии.

## История
Площадь Бьенвиль-сквер возникла как общественный парк в 1824 году, когда Конгресс Соединенных Штатов принял закон, согласно которому городу Мобил был передан большой участок земли и было указано, что эта собственность будет вечно использоваться в качестве городского парка. На этом участке раньше располагалась старая испанская больница в юго-западном углу квартала, на углу Дофин-стрит и Норт-Консепшн-стрит. Город начал скупать другие участки в этом квартале в 1834 году и к 1849 году получил право собственности на весь квартал.

Издание Mobile Register от 30 мая 1869 года дает краткую историю площади:
Более тридцати лет площадь Бьенвиль - общественная площадь, как ее называли две трети этого времени, - существовала, но в своем запущенном состоянии, вместилище мусора и логово бродяг, она была абсолютной помехой, пока не была приведена в свое нынешнее состояние благодаря энергии, хороший вкус и либеральные суждения Льюиса Т. Вудраффа. Площадь Бьенвиль, такая, какая она есть, - его творение, и он никогда не переставал испытывать интерес к тому, чтобы за ней должным образом ухаживали. 
Площадь была основным местом сбора жителей города с 1850-х по 1940-е годы. Однако к концу 1960-х годов площадь Бьенвиль пришла в упадок, поскольку город потерял население из-за послевоенной застройки пригородами. С возрождением центра города, начавшимся в 1980-х годах, город обновил площадь, и ее популярность возросла.
В сентябре 2020 года ураган "Салли" сильно повредил несколько больших деревьев на площади, создав открытое небо там, где когда-то был зеленый тенистый навес.

## Примечательные события
Теодор Рузвельт говорил на площади в 1905 году о важности Панамского канала для порта Мобил. Это было место многих массовых митингов рабочих верфи из Алабамского сухого дока и судостроительной компании во время Второй мировой войны, когда компания переживала трудовые споры.

## Характеристка
В 1850-х годах здесь были добавлены дорожки, чугунная ограда (с тех пор ее убрали) и скамейки. Для обеспечения тени были посажены живые дубы. В 1890-х годах в центре площади был установлен большой чугунный фонтан с мотивом листьев аканта. Новая эстрада для оркестра была пристроена к парку в 1941 году взамен той, что была построена в викторианскую эпоху.

## Мероприятия
Площадь используется для многих культурных мероприятий города:
- Фестиваль этнического джаза и наследия в Бьенвилле на побережье Мексиканского залива.
- Ежегодный праздник "Зажжение елок" и официальная рождественская елка Mobile.
- Детский день на площади Бьенвиль.
- Площадь является эпицентром ежегодного музыкального фестиваля Mobile Bayfest.